# 텍사스 대학교 알링턴
텍사스 대학교 알링턴(University of Texas at Arlington, UTA, UT Arlington, UT 알링턴)은 미국 텍사스주 알링턴에 위치한 공립 연구형 대학이다. 이 대학교는 1895년에 설립되었으며 1965년에 텍사스 대학교 시스템에 합병되기 전까지 텍사스 A&M 대학교 시스템에 속했었다.
2021년 가을 기준 등록 학생 수는 45,949명이며 노스텍사스에서 최대이자, 텍사스주 내에서는 4위이다.